# Bryan Rodríguez
Bryan Rodríguez (n. Milagro, Ecuador; 18 de enero de 1990) es un futbolista ecuatoriano. Juega de volante ofensivo y actualmente se encuentra como agente libre.

## Trayectoria
Bryan Rodríguez se inició en las divisiones menores de Emelec. El 2003 fue campeón, figura y goleador del torneo internacional Copa de la Amistad Sub-13.
En el 2007 fue convocado a la selección de Ecuador sub-17 para disputar el Campeonato Sudamericano Sub-17. El 13 de julio de 2008 debutó con Emelec en la Serie A de Ecuador, ante Macará en el estadio Bellavista.
Los inicios de su carrera profesional fue en Emelec, club que lo cedió a préstamo en varias ocasiones: Atlético Audaz (2008), River Plate Ecuador (2010) y Macará (2011, 2012).
El 23 de junio de 2021 fue anunciado como fichaje de Macará.

## Estadísticas

### Clubes
Actualizado al último partido disputado el 2 de diciembre de 2023.
| Club                            | Div.          | Temporada     | Liga  | Liga  | Copas nacionales | Copas nacionales | Copas internacionales | Copas internacionales | Total | Total |
| Club                            | Div.          | Temporada     | Part. | Goles | Part.            | Goles            | Part.                 | Goles                 | Part. | Goles |
| ------------------------------- | ------------- | ------------- | ----- | ----- | ---------------- | ---------------- | --------------------- | --------------------- | ----- | ----- |
| Emelec · Ecuador                | 1.ª           | 2008          | 5     | 0     | —                | —                | —                     | —                     | 5     | 0     |
| Atlético Audaz · Ecuador        | 3.ª           | 2008          | 1     | 0     | —                | —                | 0                     | 0                     | 1     | 0     |
| Atlético Audaz · Ecuador        | Total club    | Total club    | 1     | 0     | 0                | 0                | 0                     | 0                     | 1     | 0     |
| Emelec · Ecuador                | 1.ª           | 2009          | 4     | 0     | —                | —                | —                     | —                     | 4     | 0     |
| Emelec · Ecuador                | Total club    | Total club    | 9     | 0     | 0                | 0                | 0                     | 0                     | 9     | 0     |
| River Plate Ecuador · Ecuador   | 2.ª           | 2010          | 30    | 3     | —                | —                | —                     | —                     | 30    | 3     |
| River Plate Ecuador · Ecuador   | Total club    | Total club    | 30    | 3     | 0                | 0                | 0                     | 0                     | 30    | 3     |
| Macará · Ecuador                | 2.ª           | 2011          | 39    | 10    | —                | —                | —                     | —                     | 39    | 10    |
| Macará · Ecuador                | 1.ª           | 2012          | 35    | 4     | —                | —                | —                     | —                     | 35    | 4     |
| Mushuc Runa · Ecuador           | 2.ª           | 2013          | 37    | 11    | —                | —                | —                     | —                     | 37    | 11    |
| Mushuc Runa · Ecuador           | 1.ª           | 2014          | 12    | 1     | —                | —                | —                     | —                     | 12    | 1     |
| Mushuc Runa · Ecuador           | Total club    | Total club    | 49    | 12    | 0                | 0                | 0                     | 0                     | 49    | 12    |
| Técnico Universitario · Ecuador | 2.ª           | 2014          | 10    | 1     | —                | —                | —                     | —                     | 10    | 1     |
| Técnico Universitario · Ecuador | Total club    | Total club    | 10    | 1     | 0                | 0                | 0                     | 0                     | 10    | 1     |
| Deportivo Azogues · Ecuador     | 2.ª           | 2015          | 3     | 0     | —                | —                | —                     | —                     | 3     | 0     |
| Deportivo Azogues · Ecuador     | Total club    | Total club    | 3     | 0     | 0                | 0                | 0                     | 0                     | 3     | 0     |
| C. S. Norte América · Ecuador   | 3.ª           | 2015          | 8     | 7     | —                | —                | —                     | —                     | 8     | 7     |
| C. S. Norte América · Ecuador   | Total club    | Total club    | 8     | 7     | 0                | 0                | 0                     | 0                     | 8     | 7     |
| Aucas · Ecuador                 | 1.ª           | 2016          | 0     | 0     | —                | —                | —                     | —                     | 0     | 0     |
| Aucas · Ecuador                 | Total club    | Total club    | 0     | 0     | 0                | 0                | 0                     | 0                     | 0     | 0     |
| Olmedo · Ecuador                | 2.ª           | 2017          | 10    | 1     | —                | —                | —                     | —                     | 10    | 1     |
| Delfín S. C. · Ecuador          | 1.ª           | 2017          | 2     | 0     | —                | —                | —                     | —                     | 2     | 0     |
| Delfín S. C. · Ecuador          | Total club    | Total club    | 2     | 0     | 0                | 0                | 0                     | 0                     | 2     | 0     |
| Duros del Balón · Ecuador       | 3.ª           | 2018          | 22    | 12    | 1                | 0                | —                     | —                     | 23    | 12    |
| Duros del Balón · Ecuador       | Total club    | Total club    | 22    | 12    | 1                | 0                | 0                     | 0                     | 23    | 12    |
| Orense · Ecuador                | 2.ª           | 2019          | 31    | 9     | 3                | 0                | —                     | —                     | 34    | 9     |
| Orense · Ecuador                | 1.ª           | 2020          | 20    | 5     | —                | —                | —                     | —                     | 20    | 5     |
| Orense · Ecuador                | Total club    | Total club    | 51    | 14    | 3                | 0                | 0                     | 0                     | 54    | 14    |
| Olmedo · Ecuador                | 1.ª           | 2021          | 9     | 1     | —                | —                | —                     | —                     | 9     | 1     |
| Olmedo · Ecuador                | Total club    | Total club    | 19    | 2     | 0                | 0                | 0                     | 0                     | 19    | 2     |
| Macará · Ecuador                | 1.ª           | 2021          | 13    | 0     | —                | —                | —                     | —                     | 13    | 0     |
| Macará · Ecuador                | Total club    | Total club    | 87    | 14    | 0                | 0                | 0                     | 0                     | 87    | 14    |
| Libertad F. C. · Ecuador        | 2.ª           | 2022          | 31    | 11    | 2                | 0                | —                     | —                     | 33    | 11    |
| 9 de Octubre F. C. · Ecuador    | 2.ª           | 2023          | 15    | 3     | 0                | 0                | —                     | —                     | 15    | 3     |
| 9 de Octubre F. C. · Ecuador    | Total club    | Total club    | 15    | 3     | 0                | 0                | 0                     | 0                     | 15    | 3     |
| Libertad F. C. · Ecuador        | 1.ª           | 2023          | 12    | 1     | 0                | 0                | —                     | —                     | 12    | 1     |
| Libertad F. C. · Ecuador        | Total club    | Total club    | 43    | 12    | 2                | 0                | 0                     | 0                     | 45    | 12    |
| Total carrera                   | Total carrera | Total carrera | 349   | 80    | 6                | 0                | 0                     | 0                     | 355   | 80    |
| 1.                              |               |               |       |       |                  |                  |                       |                       |       |       |

## Palmarés

### Campeonatos provinciales
| Torneo                           | Club            | Año  |
| -------------------------------- | --------------- | ---- |
| Segunda Categoría de Santa Elena | Duros del Balón | 2018 |

### Campeonatos nacionales
| Torneo                        | Club   | Año  |
| ----------------------------- | ------ | ---- |
| Campeonato Ecuatoriano Sub-18 | Emelec | 2008 |
| Serie B de Ecuador            | Orense | 2019 |